# Azurduy
Azurduy è un comune (municipio in spagnolo) della Bolivia nella provincia di Juana Azurduy de Padilla (dipartimento di Chuquisaca) con 10.594 abitanti dato 2012).

## Cantoni
Il comune è suddiviso in 3 cantoni (popolazione al 2012):
- Azurduy - 4.457
- Antonio Lopez - 5.001
- Las Casas - 1.136